# Isola Bella (Lago Maggiore)
L'Isola Bella (in dialetto locale Isola Bela) è situata nel lago Maggiore, fa parte del gruppo delle cosiddette Isole Borromee e si trova nel golfo dedicato alla nota famiglia che ancora ne ha la proprietà, a circa 400 metri al largo di Stresa. Misura 320 metri di lunghezza e 180 di larghezza ed è in gran parte occupata dal giardino all'italiana del palazzo Borromeo, che occupa la costa sud-orientale dell'isolotto.

## Storia
(Ph. Petit-Radel, 1815)

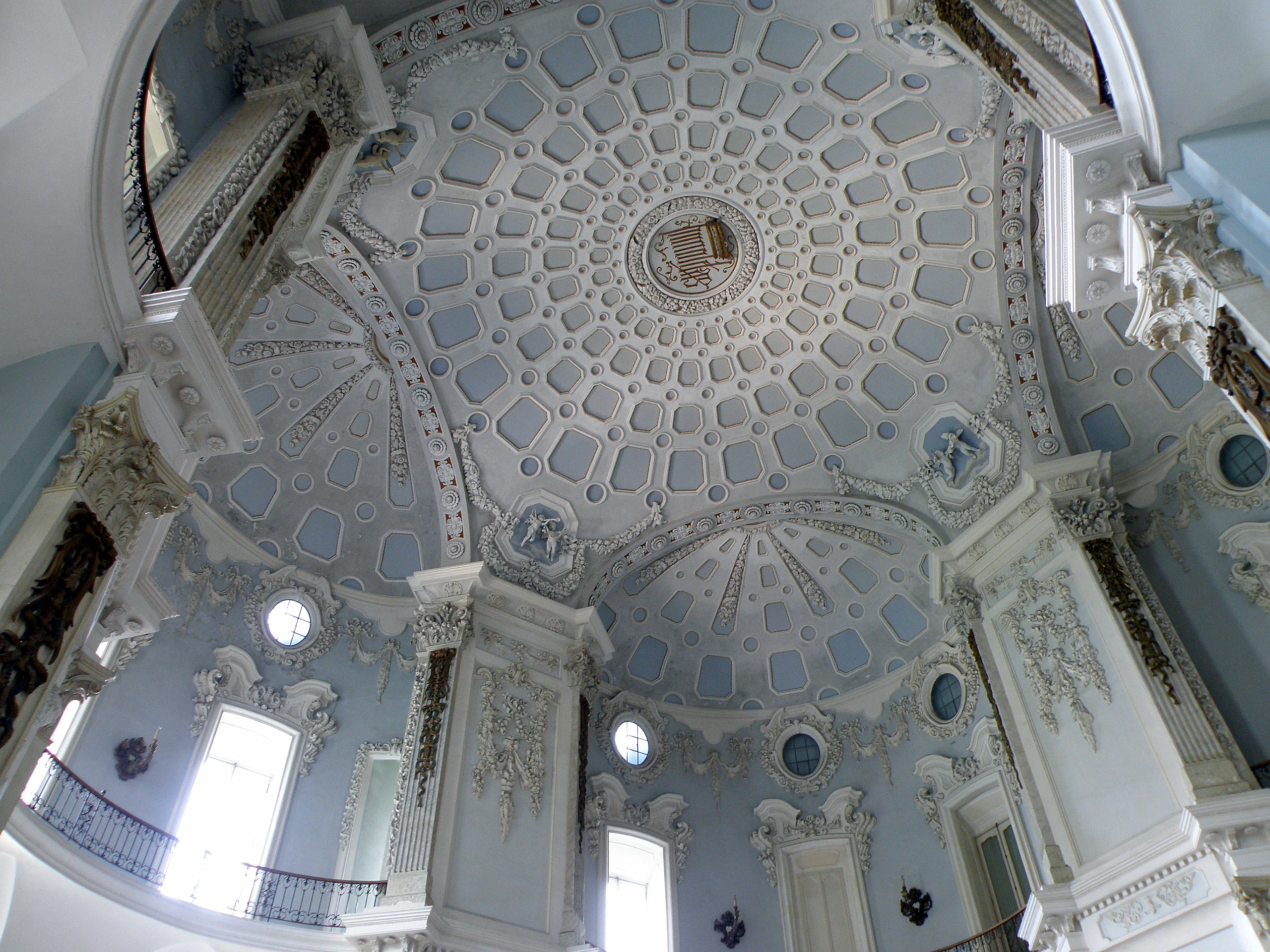
Il palazzo Borromeo

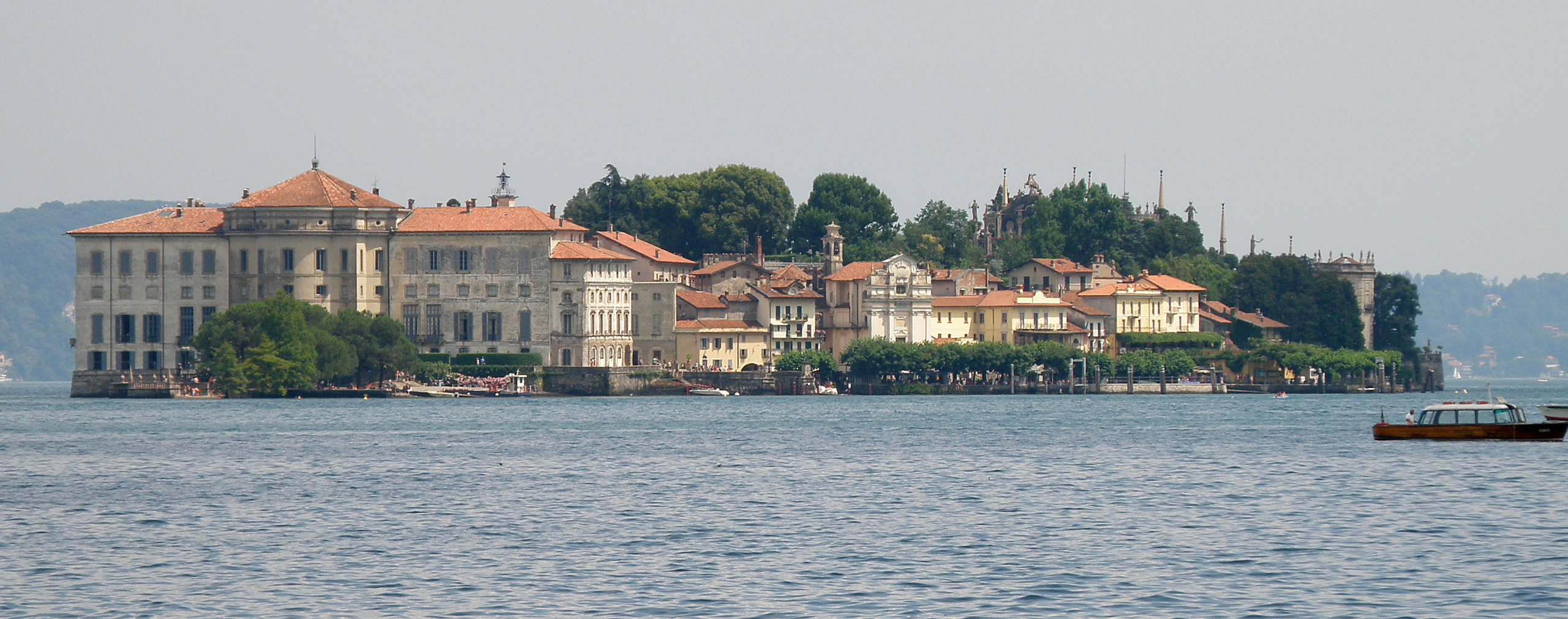
Veduta del palazzo Borromeo dal lago

Fino al 1632 l'isola inferiore o "isola di sotto" era uno scoglio roccioso occupato da un minuscolo villaggio di pescatori provvisto di due chiese, una intitolata a san Vittore, presente sin dall'XI secolo, l'altra a san Rocco. I Borromeo, il cui nome iniziale era Vitaliani (provenivano dall'omonima località nel Padovano), ebbero in feudo dai Visconti, nel XV secolo e in varie fasi, tutta questa zona del lago Maggiore, che fu appunto detta "Golfo Borromeo". Vitaliano I Borromeo fu il primo a concepire il progetto di un incredibile palazzo sull'isola Bella. Ma esso venne realizzato in seguito, soprattutto dal 1632: in quell'anno Carlo III Borromeo iniziò la costruzione di un grandioso palazzo dedicato alla moglie, Isabella D'Adda, affidando i lavori al progettista milanese Angelo Crivelli, al quale si deve anche la progettazione dell'impianto di base dei giardini.
I lavori subirono una pausa d'arresto verso la metà del XVII secolo a causa della grave epidemia di peste scoppiata nel ducato di Milano.

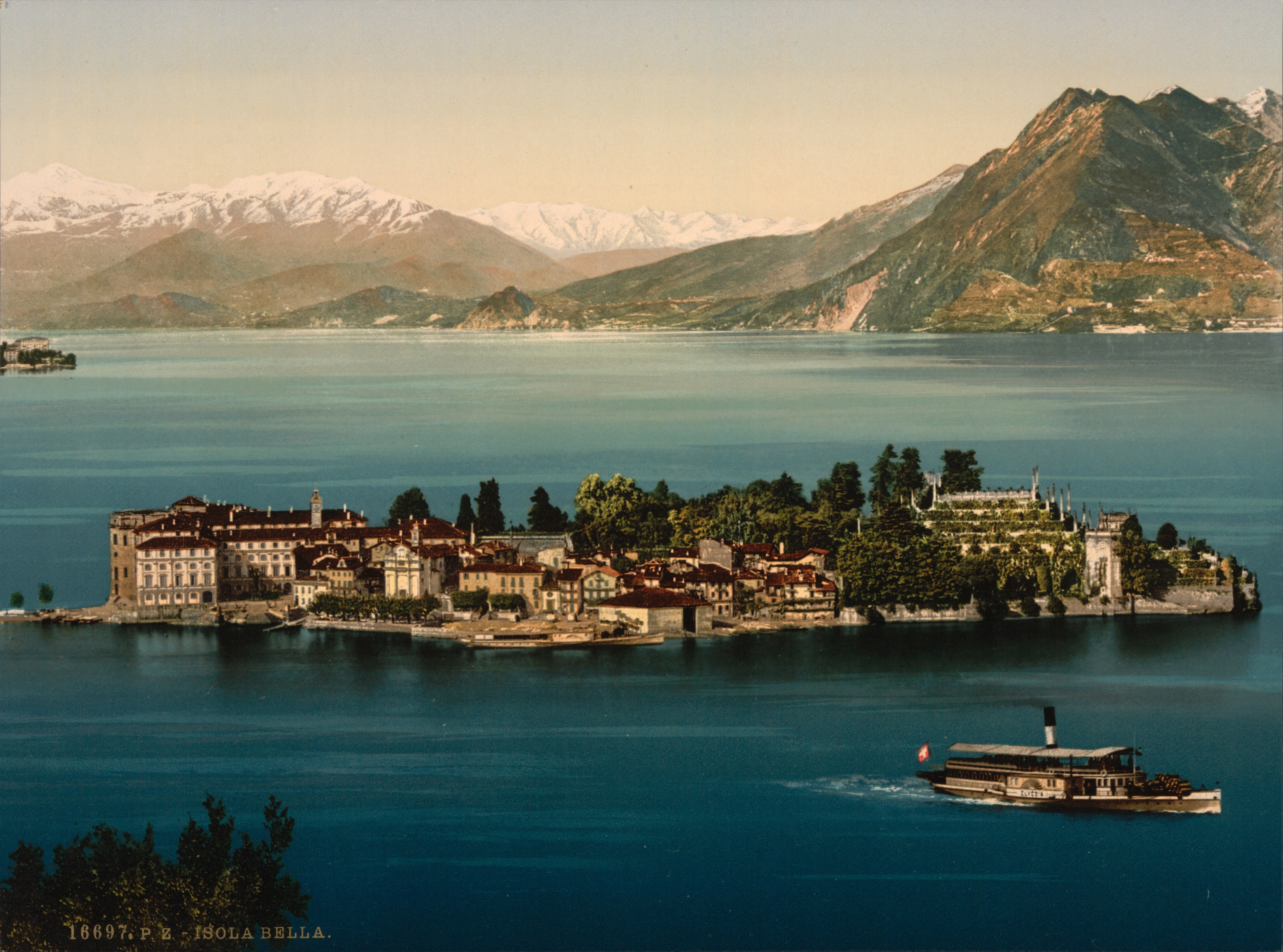
L'isola tra il 1890 e il 1900

La costruzione riprese slancio quando l'isola passò ai figli, il cardinale Giberto III (1615–1672) e Vitaliano VI (1620–1690); quest'ultimo in particolare, con l'appoggio finanziario del fratello, affidò il completamento dei lavori all'architetto ticinese Carlo Fontana e fece diventare la villa luogo di feste sontuose e rappresentazioni teatrali per la nobiltà europea. Al palazzo lavorò anche Francesco Maria Richini, e per i giardini intervenne lo scultore milanese Giuseppe Vismara. In epoca neoclassica, nel tardo Settecento, vi lavorò anche Giuseppe Zanoja, progettista del salone da ballo.
Al suo successore, il nipote Carlo IV (1657–1734), si deve invece il completamento dei giardini che furono inaugurati nel 1671. L'isola venne ristrutturata in modo da trasformarla in una fantastica nave, in cui la parte del palazzo era la prua e la parte dei giardini a terrazze, su quello che viene detto anfiteatro o castello (forse per la memoria di un preesistente castello medioevale), la poppa. Il progetto prevedeva infatti un approdo lungo, poi non realizzato in toto, davanti al palazzo nella parte occidentale.

### Gli ospiti illustri
Al periodo di Giberto V Borromeo (1751–1837) risalgono le frequentazioni più illustri dell'isola, da Napoleone con la moglie Giuseppina di Beauharnais alla principessa del Galles Carolina di Brunswick.  Quest'ultima vi soggiornò due volte: nel 1797, alla prima campagna d'Italia di Napoleone, e vi tornò poi, innamorata del luogo, nel 1805. Di questi soggiorni abbiamo la stanza di Napoleone, arredata da mobili in stile impero. Sulla prima moglie di Napoleone, racconta un aneddoto che, innamoratasi del luogo, fece di tutto per convincere i Borromeo a vendere l'isola Madre o (meno probabilmente) i castelli di Cannero. Incontrò il rifiuto dei Borromeo, ma seppe assai degnamente consolarsi con la splendida villa d'Este di Cernobbio, sul lago di Como.

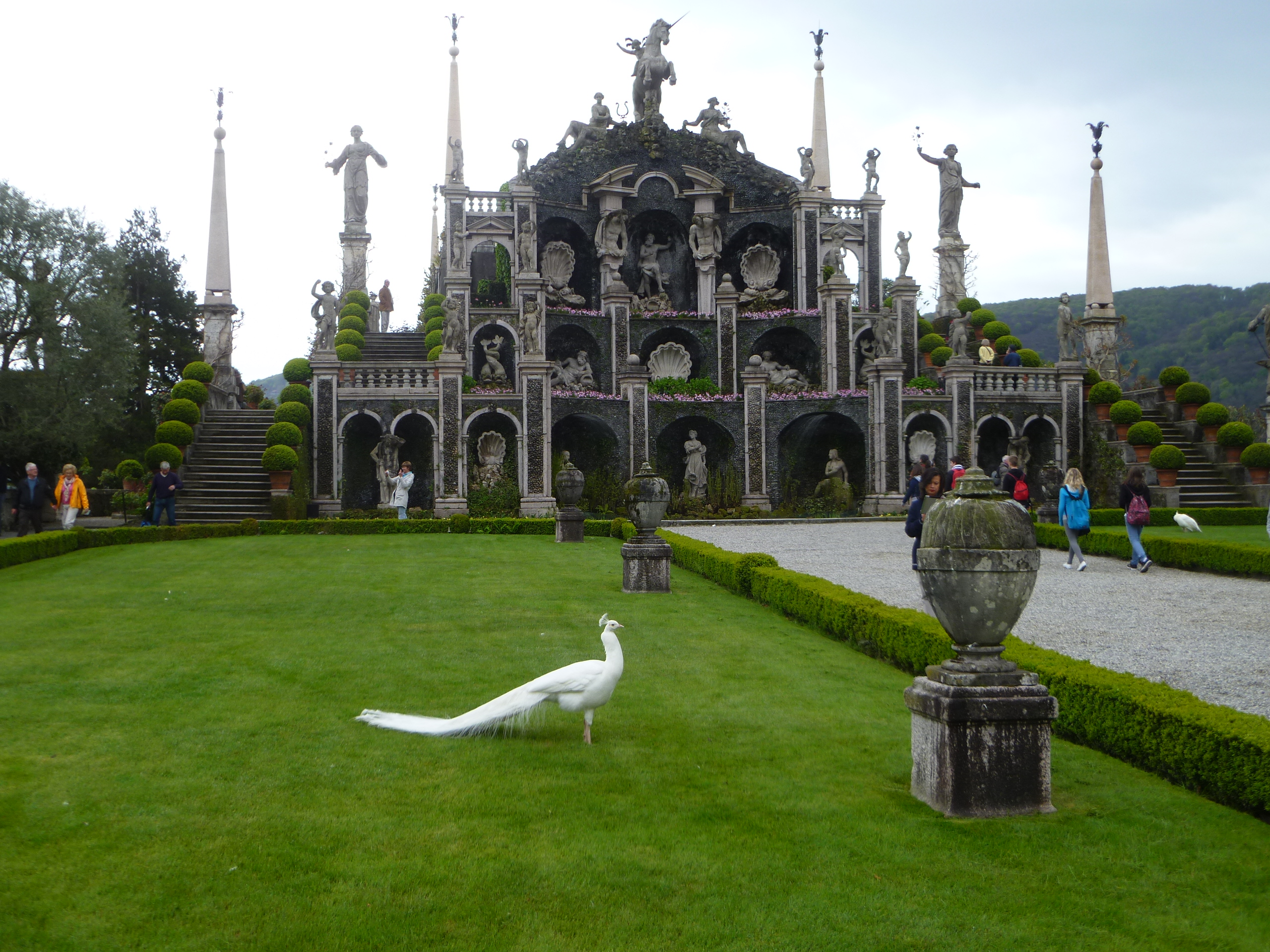
Il giardino

### Eventi storici
Oltre al passaggio di Napoleone, la villa Borromeo sull'isola Bella fu sede anche, dall'11 al 14 aprile 1935, dell'incontro fra Mussolini, Pierre Laval e MacDonald, della conferenza di Stresa, volta a mantenere l'ordine politico a fronte dell'Anschluss tedesco. Questi rappresentanti di stato si riunirono nel salone grande e giunsero a stabilire i cosiddetti "accordi di Stresa".

## Descrizione
Il palazzo, aperto alle visite, mostra i suoi saloni e camere del piano nobile, realizzati dal XVII al XIX secolo, e nella parte inferiore le grotte, che tanto estasiarono Stendhal. All'interno vi sono tele del Cerano, di Francesco del Cairo, di Giordano nella sala detta appunto sala di Giordano, sono Il Giudizio di Paride, Europa rapita da Giove trasformato in Toro, Il trionfo di Galatea, di Salvator Rosa, del fiammingo Muller detto il Tempesta (artista ospitato a lungo dai Borromeo, suoi mecenati, che lo avevano anche salvato dal processo di tentato omicidio della di lui moglie), del Nuvolone, di Francesco Zuccarelli, ecc. Da ricordare la galleria degli arazzi, così detta per i suoi enormi arazzi fiamminghi, sei in tutto, del XVI secolo, in seta e oro, il cui tema ricorrente è il Liocorno, emblema dei Borromeo.
Negli ambienti del tutto particolari delle grotte, ricoperti di pietre e conchiglie di un'infinita varietà di tipi, sono raccolti anche resti archeologici della preistorica Cultura di Golasecca.
Da ricordare anche i giardini botanici con un'incredibile varietà di piante esotiche. In essi la parte superiore è quella detta "anfiteatro", dato che qui si tenevano le rappresentazioni sceniche che appassionavano i Borromeo. Sono qui varie statue, alcune realizzate dallo stesso progettista, il Vismara.

## Letteratura
All'Isola Bella si conclude il romanzo Piccolo mondo antico di Antonio Fogazzaro, scrittore vicentino.

## Rilevanze naturalistiche
Da tempi storici l'isola ospita una delle due colonie italiane di chirotteri Myotis capaccinii, specie rara e protetta.

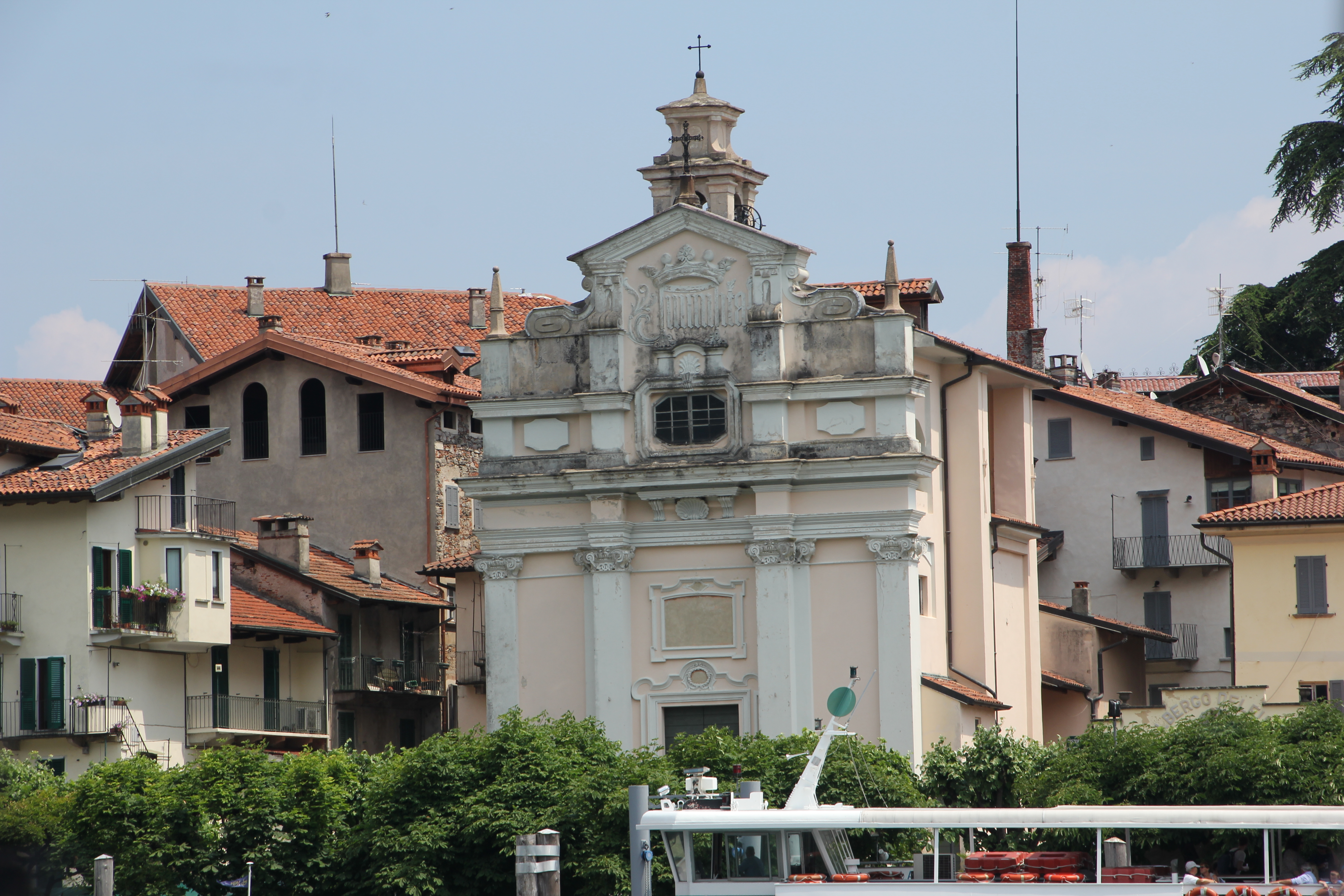
La chiesa di San Vittore